# Cratere Dashkova
Dashkova  è un cratere sulla superficie di Venere. Deve il suo nome alla filologa russa Ekaterina Romanovna Voroncova-Daškova  (in russo Екатерина Романовна Воронцова-Дашкова?).